# Bryum ciliatum
Bryum ciliatum là một loài rêu trong họ Bryaceae. Loài này được Hedw. Dicks. mô tả khoa học đầu tiên năm 1801.